# نوده (نوشهر)
نوده، روستایی است از توابع بخش مرکزی شهرستان نوشهر در استان مازندران ایران.

## جمعیت
این روستا در دهستان کالج قرار دارد و براساس سرشماری مرکز آمار ایران در سال ۱۳۸۵، جمعیت آن ۲۶۸ نفر (۶۶خانوار) بوده‌است. مردم  نوده از قومیت طبری هستند. مردم نوده به زبان طبری با گویش کجوری سخن می‌گویند.